# 宮城県水産高等学校
宮城県水産高等学校（みやぎけん すいさんこうとうがっこう）は、宮城県石巻市宇田川町にある県立高等学校。地元での通称は「宮水」（みやすい）。

## 設置学科
- 全日制課程　
  - 海洋総合科
    - 航海技術類型
    - 機関工学類型
    - 生物環境類型
    - フードビジネス類型
    - 調理類型

海洋総合科（航海技術類型・機関工学類型）では年数回の長期航海があり、宮城県教育委員会の実習船「宮城丸」を用いてハワイまでの往復航海を行う。なお実習内容や時期によっては宮城県気仙沼向洋高等学校との合同実習となる場合がある。
- 専攻科（2年制）
  - 航海コース
  - 機関コース

専攻科では3級海技士免許の取得に必要な乗船履歴を確保するため、1年時は年間を通じて宮城丸に乗船することになる。

## 沿革
- 1896年（明治29年） - 牡鹿郡簡易水産学校として石巻・湊に創設。
- 2011年（平成23年） - 東日本大震災により校舎、敷地が津波により被災。
- 2014年（平成26年） - 情報科学科募集停止。
- 2018年（平成30年） - 新校舎が完成。

## 部活動
- 運動部
  - 柔道部、剣道部、空手道部、相撲部、卓球部、ソフトテニス部、野球部、ラグビー部、サッカー部、陸上部、水泳部、ヨット部、バスケットボール部、バレーボール部
- 文化部
  - 増殖研究部、情報無線研究部、水産資源技術部、調理研究部、JRC部、書道部
- 愛好会
  - 機関愛好会

## 主な卒業生
- 阿部良男 - 元プロ野球選手、1970年代初めに活躍
- 池田渉 - ラグビー選手
- 木村優太 - ラグビー選手

## アクセス
- JR石巻線渡波駅 徒歩5分